# مارك هنري (روائي)
مارك هنري (بالإنجليزية: Mark Henry)‏ (12 يونيو 1968 في الولايات المتحدة)؛ روائي أمريكي.